# Adolf Gużewski
Adolf Konrad Gużewski h. Lubicz (ur. 19 lutego 1874 w Dyrwianach na Litwie, zm. 21 marca 1920 tamże) – polski kompozytor, pianista, dyrygent orkiestr symfonicznych i pedagog.

## Życiorys
Urodził się w Dyrwianach, w rodzinie Ludwika i Heleny ze Staniewiczów. Był wujem Zygmunta, majora artylerii.
Po kilkuletnich, nieukończonych studiach politechnicznych w Rydze przeniósł się do Petersburga, gdzie kształcił się do 1900 roku w grze na fortepianie u Nikołaja Dubasowa oraz w kompozycji pod kierunkiem Nikołaja Sołowjowa w Konserwatorium Cesarskiego Rosyjskiego Towarzystwa Muzycznego. Dalsze studia kompozytorskie odbywał w Instytucie Muzycznym w Warszawie u Zygmunta Noskowskiego. Od 1911 r. był profesorem gry fortepianowej i teorii muzyki w Konserwatorium Warszawskim. Działalność dyrygencką rozpoczął w 1906 roku prowadząc w Teatrze Wielkim w Warszawie prapremierę swojej opery „Dziewica lodowców”. W tym samym roku zlecono mu wskrzeszenie zlikwidowanego wcześniej chóru Filharmonii Warszawskiej i powierzono funkcję jego kierownika artystycznego.
W 1909 r. w kościele Świętego Krzyża w Łodzi ożenił się z Zofią Magdzicką (1887–1944), córką Walerego i Emilii z domu Szlezynger. W 1911 r. Zofia urodziła bliźniaki Hannę (1911–1996) i Ryszarda, podporucznika kawalerii, który w 1940 został zamordowany w Katyniu. Hanna została żoną reżysera filmów naukowych i scenarzysty Jana Jacoby.
W sezonie letnim 1909 r. kierował filią Filharmonii Warszawskiej w Łodzi (koncerty w ogrodach Grand Hotelu), a w latach 1914–1915 zajmował, obok Józefa Ozimskiego, stanowisko stałego jej dyrygenta.
Rozwijał także działalność pedagogiczną, prowadząc w latach 1910–1915 klasę fortepianu i kompozycji Konserwatorium Warszawskiego.
Jako kompozytor tworzył muzykę operową, kameralną, fortepianową i wokalną. Za twórczość symfoniczną był dwukrotnie nagradzany: w 1910 r. za „Wariacje na własny temat na orkiestrę” i w 1912 r. za Symfonię A-dur. Za najwybitniejsze dzieło Gużewskiego uznawana jest trzyaktowa opera fantastyczna z prologiem „Dziewica lodowców”, do której sam napisał wierszowane libretto osnute na motywach bajki Hansa Christiana Andersena. Wszystkie dzieła Gużewskiego pozostały w rękopisach; oprócz libretta do „Dziewicy lodowców” żadne nie zostało wydrukowane. Cały jego dorobek uległ zniszczeniu podczas II wojny światowej: we wrześniu 1939 r. w zbombardowanym przez hitlerowców budynku Filharmonii, w spalonym podczas powstania w 1944 roku gmachu Teatru Wielkiego, a część spłonęła wraz z mieszkaniem pianistki Lucyny Robowskiej (m.in. nuty Koncertu Fortepianowego) i w mieszkaniu córki kompozytora w Warszawie.

## Kompozycje
- Symfonia A-dur
- Rapsodia polska na orkiestrę
- Kwartet fortepianowy e-moll
- Wariacje na temat własny
- Sonata na skrzypce i fortepian
- Dwie sonaty fortepianowe
- Dziewica lodowców, 3-aktowa opera z prologiem
- Atlantyda, nieukończona opera, pisana w latach 1913-1920
- Kilkanaście pieśni
- Instrumentacja opery komicznej Z. Noskowskiego „Zemsta”, pozostawiona w szkicu fortepianowym

## Publikacje
- Treściwy kurs instrumentacji, Gebethner i Wolf, 1911.
- Artur Schopenhauer w muzyce, Konserwatorium Warszawskie, 1911.